# Секрети Сексу
Секрети Сексу — американська комедія 2020 року. Режисер Кріс Рідделл та Нік Ріделл. Сценаристи Айн Каррільо Гейлі і Андреа Марцелл. Продюсер — Ніколас Богнер. Прем'єра в Україні відбулася 8 жовтня 2020 року.

## Стислий зміст
Головна героїня застукала бойфренда за переглядом еротичних фільмів. Він назвав її «сексофобкою». У спробі довести йому зворотнє, Люсі вирішила більше дізнатися про цей факт. Як допитлива людина вона склала дуже бурхливий список справ. І занурюється в неймовірну подорож самопізнання, дружби та кохання.

## Знімалися
- Люсі Гейл — Люсі
- Мінді Кон — Прісцілла Блум
- Джекі Круз — Несса
- Адгір Кальян — Пол Гудвін